# Anna Frank e il diario segreto
Anna Frank e il diario segreto (Where Is Anne Frank) è un film d'animazione del 2021 diretto da Ari Folman.
Ispirato al Diario di Anna Frank, il film è incentrato su Kitty, l'amica immaginaria alla quale Anna Frank si rivolgeva nel suo diario.

## Trama
"A un anno da oggi" ad Amsterdam, la teca di vetro sopra il primo volume del diario di Anna Frank nella casa dei Frank va in frantumi. Le parole del testo si sollevano e si manifestano in Kitty, un'adolescente dai capelli rossi vestita con abiti degli anni '40 e amica immaginaria di Anna. Confusa dall'assenza della famiglia Frank, Kitty scopre di essere invisibile e immateriale finché si trova all'interno della Casa, mentre vede dei turisti che visitano il museo.
Non sapendo cosa è successo ai Frank alla fine della seconda guerra mondiale, Kitty prende il diario e cerca di presentare una denuncia di scomparsa alla stazione di polizia per Anna. La polizia la indica in diversi luoghi ad Amsterdam intitolati ad Anna Frank prima di provare ad arrestarla quando scoprono che lei ha preso il diario. Kitty scappa e incontra un ragazzo di nome Peter; mentre pattina con lui, scopre che si dissolverà se si allontana troppo dal diario. Peter la riporta alla Casa di Anna Frank dopo che ha iniziato a sentirsi male. La polizia lo interroga, ma lui si rifiuta di rivelare qualsiasi informazione su Kitty.
Dopo il tramonto, Kitty esce di nuovo per incontrare Peter, attirando l'attenzione della polizia e costringendo entrambi a fuggire di nuovo. Dopo aver comprato dei vestiti moderni per mimetizzarsi, Kitty visita la biblioteca di Anna Frank della Scuola Montessori per aggiornarsi sulla storia. Esamina diverse edizioni pubblicate del diario di Anna prima di dare un'occhiata alle memorie di Otto Frank e andare al teatro dove viene portata in scena una pièce su Anna. Quando critica gli attori per aver citato erroneamente Anna, il pubblico la riconosce e inizia a braccarla. Kitty scappa e incontra Peter, che la porta in un rifugio dove vivono degli immigrati clandestini rifugiati. Awa, una bambina, aiuta Peter a spiegare la loro difficile situazione e mostra a Kitty come suo padre intende costruire uno Zeppelin per farli fuggire.
Determinati a ripercorrere le orme di Anna, Kitty e Peter viaggiano in treno verso Westerbork, Auschwitz e Bergen-Belsen. Kitty legge le memorie di Otto e ascolta le registrazioni di Hanneli Goslar, scoprendo che Anna e Margot sono morte. All'arrivo alla lapide commemorativa delle sorelle Frank a Bergen-Belsen, una devastata Kitty scoppia a singhiozzare prima che Peter la convinca a tornare ad Amsterdam con lui. Tornati al rifugio, scoprono che il governo vorrebbe deportare i rifugiati nelle loro terre d'origine l'indomani. Con le sue nuove esperienze, Kitty ha il potere di aiutarli, dipingendo lo zeppelin del padre di Awa per rivelare al mondo dove si trova il diario.
Davanti ad una grande folla, Kitty fa un discorso emozionante, accusando il mondo di divinizzare Anna ignorando il suo messaggio di aiutare e salvare le persone. Minaccia di bruciare il diario a meno che il governo non accetti di dare rifugio ai profughi. Vedendo Kitty spaventata da ciò che potrebbe accadere, Peter si offre di riportarla alla Casa di Anna Frank per vivere come uno spirito immortale e invisibile. Nonostante la sua paura della morte, Kitty rifiuta, poiché si è innamorata di Peter. I funzionari e la polizia accettano i termini di Kitty e lei consegna il diario ad Awa, che lo restituisce alle autorità mentre Kitty se ne va via con Peter. Dopo essersi separata dal diario di Anna per tre ore, Kitty condivide un bacio appassionato con uno sconvolto Peter prima di dissolversi nell'inchiostro e disperdersi nel vento.

## Produzione
Nel 2013 la Fondazione Anna Frank di Basilea, che detiene i diritti del Diario di Anna Frank, e il regista Ari Folman, divenuto famoso per il film di animazione Valzer con Bashir, per coinvolgere il pubblico più giovane, concordarono con l'idea di sviluppare un film di animazione tratto dal Diario.
La loro collaborazione si concretizzò nel 2017 con la graphic novel Anne Frank's Diary, pubblicato in Italia da Giulio Einaudi Editore.
La pellicola è una iniziativa della Fondazione Anna Frank di Basilea in collaborazione con UNESCO, Claims Conference, Fondation pour la mémoire de la Shoah e altre organizzazioni. Inizialmente prevista tutta realizzata in stop-motion, per contenere il budget entro i 20 milioni di dollari si è preferito utilizzare prevalentemente l'animazione 2D e solo alcune scene in stop-motion.

## Distribuzione
È stato presentato il 9 luglio 2021 fuori concorso al 74º Festival di Cannes e distribuito nelle sale cinematografiche italiane da Lucky Red a partire dal 29 settembre 2022.

## Accoglienza

### Critica
Peter Bradshaw su The Guardian ha scritto: «La storia di Anna Frank e del suo diario è raccontata in questo film d'animazione fervente, sincero e visivamente meraviglioso».
Sheri Linden su The Hollywood Reporter ha affermato che il film «esprime l'indicibile tristezza della storia con eloquenza e sensibilità».
Pete Hammond su Deadline l'ha definita «una completa reinvenzione della storia di Anna Frank che dovrebbe risuonare nei cuori del giovane pubblico a cui è rivolta».
Valerio Sammarco su cinematografo.it auspica che il film venga proiettato per le scuole.
Sul sito Rotten Tomatoes ha una percentuale di gradimento del 80% e una valutazione media di 7,00/10 sulla base di 50 recensioni il consenso critico cita: «Where Is Anne Frank si avvicina a una storia ben nota da una nuova prospettiva, collocandola con forza nel contesto dell'orribile tragedia che la circonda».
Metacritic ha assegnato al film un punteggio medio ponderato di 56 su 100 basato su cinque critici, indicando "recensioni discordanti o nella media".

## Riconoscimenti
- 2023 – Premio Magritte
  - Candidatura a miglior film straniero in coproduzione